# تپه توکه ۲
تپه توکه ۲ مربوط به عصر آهن است و در شهرستان خرم‌آباد، بخش دوره چگنی، دهستان کشکان، ۱ کیلومتری جنوب روستای خاطره واقع شده و این اثر در تاریخ ۲۲ اسفند ۱۳۸۵ با شمارهٔ ثبت ۱۸۲۱۹ به‌عنوان یکی از آثار ملی ایران به ثبت رسیده است.